# Muttusami
Muttusami fou rei de Uda Rata (Kandy) el 1803.
Era germà de la reina Upendrama i a la mort del seu cunyat el rei Sri Rajadhi Rajasinha va reclamar la successió però el primer adigar Pilima Talauve el va fer detenir amb les seves germanes (1798) i va proclamar a Sri Vikrama Rajasinha.
El febrer de 1803 quan els britànics van ocupar Kandy (Senkadagala) el van alliberar i el van posar en el tron, però el mes de març els singalesos van reconquerir Senkadagala i els britànics es van retirar amb Muttusami, sent aniquilats a la riba del riu Mahaweli. Només van quedar quatre supervivents i Muttusami fou dels que van morir.